# Igor Romero
Igor Romero Etxebarria es un ciclista español nacido el 11 de julio de 1986 en la localidad de Motrico (Guipúzcoa, España).
Debutó en 2007 en el equipo Orbea-Oreka, filial del equipo ProTour Euskaltel-Euskadi, donde corrió dos temporadas, tras las que se recalificó amateur. En 2011 volvió a dar el salto a profesionales con el equipo Caja Rural, equipo al que pertenece en la actualidad.
Como amateur ganó el prestigioso Trofeo Guerrita y se convirtió en campeón del País Vasco de fondo en carretera.

## Palmarés
No ha conseguido victorias como profesional.

## Equipos
- Orbea-Oreka (2007-2008)
- Caja Rural (2011)